# Федеральная целевая программа
Федеральная целевая программа (ФЦП) в России — это комплекс мероприятий, обеспечивающих эффективное решение задач, требующих государственной поддержки, увязанный по: ресурсам, исполнителям, срокам осуществления.
Одним из первых законов, определявших методологию разработки и реализации ФЦП, был Федеральный закон РФ № 60-ФЗ «О поставках продукции для федеральных государственных нужд» от 13 декабря 1994 г.

## Список Федеральных целевых программ
Неполный перечень действовавших, а также проектов федеральных целевых программ по состоянию на 01.01.2021.
| Период    | Наименование ФЦП | Государственный заказчик-координатор                                                                                               | Источник                                                                                                   |
| --------- | --- | --- | --- |
| 1996—2000 | «Исследования и разработки по приоритетным направлениям развития науки и техники гражданского назначения»                                                                                           | Государственный комитет по науке и технологиям                                                                                     | (прекратило действие) постановление Правительства РФ от 23.11.1996 №1414                                   |
| 1996—2018 | «Уничтожение запасов химического оружия в Российской Федерации» | Министерство промышленности и торговли                                                                                             | (прекратило действие) постановление Правительства РФ от 21.03.1996 №305 (с изменениями от 16.11.2018)      |
| 2002—2006 | «Интеграция науки и высшего образования России на 2002—2006 годы» | | (утратило действие) постановление Правительства РФ от 05.09.2001 №660                                      |
| 2002—2006 | «Исследования и разработки по развитию научно-технологического комплекса Российской Федерации» | | (прекратило действие) постановление Правительства РФ от 21.08.2001 №605                                    |
| 2002—2006 | «Реформирование и развитие оборонно-промышленного комплекса (2002—2006 годы)» | Министерство промышленности и энергетики                                                                                           | (прекратило действие) постановление Правительства РФ от 11.10.2001 №713 (с изменениями от 04.10.2004 №516) |
| 2002—2010 | «Жилище» | — | — |
| 2002—2010 | «Электронная Россия» | — | — |
| 2002—2010 | «Модернизация транспортной системы России (2002—2010 годы)» | Министерство транспорта | (прекратило действие) Постановление Правительства РФ от 05.12.2001 №848                                    |
| 2002—2015 | «Развитие гражданской авиационной техники России на 2002—2010 годы и на период до 2015 года» | | (прекратило действие) Постановление Правительства РФ от 15.10.2001 №728                                    |
| 2002—2020 | «Программа развития Калининградской области на период до 2020 года» | Министерство экономического развития                                                                                               | (прекратило действие) постановление Правительства РФ от 07.12.2001 №866 (с изменениями от 09.03.2020)      |
| 2003—2013 | «Социальное развитие села до 2013 года» | Министерство сельского хозяйства                                                                                                   | (прекратило действие) постановление Правительства РФ от 03.12.2002 №858                                    |
| 2005—2021 | «Создание системы базирования Черноморского флота на территории РФ в 2005—2021 годах» | Министерство экономического развития                                                                                               | постановление Правительства РФ от 15.08.2005 №515 (с изменениями от 29.10.2018)                            |
| 2006—2010 | «Культура России (2006—2010 годы)» | Министерство культуры и массовых коммуникаций                                                                                      | (прекратило действие) постановление Правительства РФ от 08.12.2005 №740                                    |
| 2006—2012 | «Повышение безопасности дорожного движения в 2006—2012 годах» | Министерство внутренних дел | (прекратило действие) распоряжение Правительства РФ от 17.10.2005 №1707-р                                  |
| 2006—2015 | «Развитие российских космодромов на 2006—2015 годы» | — | (прекратил действие) распоряжение Правительства РФ от 28.11.2005 №2049-р                                   |
| 2006—2015 | «Развитие физической культуры и спорта в Российской Федерации на 2006—2015 годы» | — | — |
| 2007—2013 | «Исследования и разработки по приоритетным направлениям развития научно-технологического комплекса России на 2007—2013 годы»                                                                        | Министерство образования и науки                                                                                                   | (прекратило действие) постановление Правительства РФ от 17.10.2006 №613                                    |
| 2007—2016 | «Развитие уголовно-исполнительной системы (2007—2016 годы)» | Федеральная служба исполнения наказаний                                                                                            | (прекратил действие) постановление Правительства РФ от 05.09.2006 №540 (с изменениями от 31.12.2016)       |
| 2009—2016 | «Развитие гражданской морской техники» | Министерство промышленности и торговли                                                                                             | (прекратил действие) постановление Правительства РФ от 21.02.2008. №103 (c изменениями от 19.12.2015)      |
| 2009—2018 | «Повышение устойчивости жилых домов, основных объектов и систем жизнеобеспечения в сейсмических районах РФ на 2009—2018 годы»                                                                       | Министерство строительства и жилищно-коммунального хозяйства                                                                       | (утратил силу) постановление Правительства РФ от 23.04.2009 № 365 (с изменениями от 12.10.2017)            |
| 2009—2018 | «Развитие телерадиовещания в РФ на 2009—2018 годы» | Министерство связи и массовых коммуникаций                                                                                         | (прекратил действие) постановление Правительства РФ от 03.12.2009. №985 (с изменениями от 14.12.2018)      |
| 2009—2020 | «Модернизация Единой системы организации воздушного движения РФ (2009—2020 годы)» | Министерство транспорта | (утратил силу) постановление Правительства РФ от 01.09.2008 №652 (с изменениями от 26.04.2016)             |
| 2010—2016 | «Социально-экономическое развитие Республики Ингушетия на 2010—2016 годы» | Министерство по делам Северного Кавказа                                                                                            | (прекратил действие) постановление Правительства РФ от 24.12.2009 № 1087 (с изменениями от 25.05.2016)     |
| 2010—2020 | «Развитие отрасли птицеводства РФ на период до 2013—2020 годов» (целевая программа ведомства) | Министерство сельского хозяйства                                                                                                   | (прекратил действие) (приказом минсельхоза РФ от 15.12.2010 №433 утверждена концепция ФЦП)                 |
| 2010—2020 | «Развитие транспортной системы России» | Министерство транспорта | (утратил силу) постановление Правительства РФ от 05.12.2001 №848 (с изменениями от 20.09.2017)             |
| 2010—2020 | «Ядерные энерготехнологии нового поколения на период 2010—2015 гг. и на перспективу до 2020 года»                                                                                                   | Государственная корпорация по атомной энергии «Росатом»                                                                            | (утратил силу) постановление Правительства РФ от 03.02.2010 №50 (с изменениями от 12.05.2018)              |
| 2011—2015 | «Жилище» | — | — |
| 2011—2017 | «Чистая вода» | Федеральное агентство по строительству и жилищно-коммунальному хозяйству                                                           | (прекратил действие) постановление Правительства РФ от 22.12.2010 №1092 (с изменениями от 25.05.2016)      |
| 2011—2018 | «Развитие внутреннего и въездного туризма в РФ (2011—2018 годы)» | Федеральное агентство по туризму                                                                                                   | (прекратил действие) постановление Правительства РФ 02.08.2011 №644 (с изменениями от 07.02.2018)          |
| 2011—2020 | «Промышленная утилизация вооружения и военной техники на 2011—2015 годы и на период до 2020 года»                                                                                                   | Министерство обороны | (утратил силу) постановление Правительства РФ от 18.11.2011 №50 (с изменениями от 30.11.2018)              |
| 2011—2020 | «Развитие фармацевтической и медицинской промышленности РФ на период до 2020 года и дальнейшую перспективу»                                                                                         | Министерство промышленности и торговли                                                                                             | (утратил силу) постановление Правительства РФ от 17.02.2011 №91 (с изменениями от 28.12.2017)              |
| 2011—2020 | «Развитие оборонно-промышленного комплекса» | Министерство обороны | постановление Правительства РФ от 16.05.2016 года № 425-8 (с изменениями на 19 апреля 2024 года)           |
| 2012—2018 | «Культура России (2012—2018 годы)» | Министерство культуры | (прекратил действие) постановление Правительства РФ от 03.03.2012 №186 (с изменениями от 09.11.2018)       |
| 2012—2020 | «Охрана озера Байкал и социально-экономическое развитие Байкальской природной территории на 2012—2020 годы»                                                                                         | Министерство природных ресурсов и экологии                                                                                         | (прекратил действие) постановление Правительства РФ от 21.08.2012 №847 (с изменениями от 26.05.2020)       |
| 2012—2020 | «Поддержание, развитие и использование системы ГЛОНАСС на 2012—2020 годы» | Министерство промышленности и торговли                                                                                             | (прекратил действие) постановление Правительства РФ от 03.03.2012 №189 (с изменениями от 04.03.2020)       |
| 2012—2020 | «Развитие водохозяйственного комплекса РФ в 2012—2020 годах» | Министерство природных ресурсов и экологии                                                                                         | (прекратил действие) постановление Правительства РФ от 19.04.2012 №350 (с изменениями от 20.05.2020)       |
| 2013—2017 | «Пожарная безопасность в РФ на период до 2017 года» | Министерство Российской Федерации по делам гражданской обороны, чрезвычайным ситуациям и ликвидации последствий стихийных бедствий | (прекратил действие) постановление Правительства РФ от 30.12.2012 №1481 (с изменениями от 07.06.2017)      |
| 2013—2017 | «Создание системы обеспечения вызова экстренных оперативных служб по единому номеру „112“ в Российской Федерации на 2013—2017 годы»                                                                 | Министерство Российской Федерации по делам гражданской обороны, чрезвычайным ситуациям и ликвидации последствий стихийных бедствий | (прекратил действие) постановление Правительства РФ от 16.03.2013 №223 (с изменениями от 05.07.2017)       |
| 2013—2020 | «Повышение безопасности дорожного движения в 2013—2020 годах» | Министерство внутренних дел | (прекратил действие) постановление Правительства РФ от 03.10.2013 №864 (с изменениями от 16.05.2020)       |
| 2013—2024 | «Развитие судебной системы России на 2013—2024 годы» | Министерство экономического развития                                                                                               | постановление Правительства РФ от 27.12.2012 №1406 (с изменениями от 29.12.2020)                           |
| 2014—2017 | «Экономическое и социальное развитие Дальнего Востока и Байкальского региона на период до 2018 года»                                                                                                | Министерство по развитию Дальнего Востока                                                                                          | (прекратил действие) постановление Правительства РФ от 15.04.1996 №480 (с изменениями от 28.12.2016)       |
| 2014—2020 | «Научные и научно-педагогические кадры инновационной России на 2014—2020 годы» | Министерство образования и науки                                                                                                   | (утратил силу) постановление Правительства РФ от 21.05.2013 №424 (с изменениями от 23.10.2014)             |
| 2014—2020 | «Развитие единой государственной системы регистрации прав и кадастрового учета недвижимости» | Федеральная служба государственной регистрации, кадастра и картографии                                                             | (прекратил действие) постановление Правительства РФ от 10.10.2013 №903 (с изменениями от 22.04.2020)       |
| 2014—2020 | «Развитие мелиорации земель сельскохозяйственного назначения России на 2014—2020 годы» | Министерство сельского хозяйства                                                                                                   | (утратил силу) постановление Правительства РФ от 12.10.2013 №922 (с изменениями от 20.09.2017)             |
| 2014—2020 | «Укрепление единства российской нации и этнокультурное развитие народов России (2014—2020 годы)» | Федеральное агентство по делам национальностей                                                                                     | (утратил силу) постановление Правительства РФ от 20.08.2013 №718 (с изменениями от 25.05.2016)             |
| 2014—2020 | «Устойчивое развитие сельских территорий на 2014—2017 годы и на период до 2020 года» | Министерство сельского хозяйства                                                                                                   | (утратил силу) постановление Правительства РФ от 15.07.2013 №598 (с изменениями от 02.08.2016)             |
| 2014—2021 | «Исследования и разработки по приоритетным направлениям развития научно-технологического комплекса России на 2014—2020 годы»                                                                        | Министерство науки и высшего образования                                                                                           | постановление Правительства РФ от 21.05.2013 №426 (с изменениями от 01.12.2020)                            |
| 2015—2020 | «Жилище» | Министерство строительства и жилищно-коммунального хозяйства                                                                       | (утратил силу) постановление Правительства от 17.12.2010 №1050 (с изменениями от 15.07.2020)               |
| 2015—2020 | «Национальная система химической и биологической безопасности Российской Федерации» | Министерство здравоохранения | (прекратил действие) постановление Правительства РФ от 28.04.2015 №418 (с изменениями от 29.08.2018)       |
| 2015—2020 | Программа некоммерческого лизинга городского пассажирского транспорта, работающего на газомоторном топливе, а также наземного электрического транспорта на территории Крымского федерального округа | Министерство транспорта | (прекратил действие) распоряжение Правительства РФ от 30.12.2014 №2788-р (с изменениями от 17.08.2020)     |
| 2015—2024 | «Социально-экономическое развитие Республики Крым и г. Севастополя до 2024 года» | Министерство экономического развития                                                                                               | постановление Правительства РФ от 11.08.2014 №790 (с изменениями от 27.07.2020)                            |
| 2016—2020 | «Развитие физической культуры и спорта в РФ на 2016—2020 годы» | Министерство спорта | (прекратил действие) постановление Правительства РФ от 21.01.2015 №30 (с изменениями от 18.06.2019)        |
| 2016—2020 | «Русский язык» | Министерство образования и науки                                                                                                   | (утратил силу) постановление Правительства РФ от 20.05.2015 №481 (с изменениями от 02.04.2016)             |
| 2016—2021 | «Развитие Республики Карелия на период до 2021 года» | Министерство экономического развития                                                                                               | постановление Правительства РФ от 09.06.2015 №570 (с изменениями от 28.12.2020)                            |
| 2016—2025 | «Социально-экономическое развитие Курильских островов (Сахалинская область) на 2016—2025 годы" | Министерство по развитию Дальнего Востока и Арктики                                                                                | постановление Правительства РФ от 04.08.2015 №793 (с изменениями от 03.11.2020)                            |
| 2016—2025 | «Федеральная космическая программа России на 2016—2025 годы» | Государственная корпорация по космической деятельности «Роскосмос»                                                                 | постановление Правительства РФ от 23.03.2016 №230 (с изменениями от 7.06.2019)                             |
| 2016—2030 | «Обеспечение ядерной и радиационной безопасности на 2016—2020 годы и на период до 2030 года» | Государственная корпорация по атомной энергии «Росатом»                                                                            | постановление Правительства РФ от 19.11.2015 №1248 (с изменениями от 22.12.2018)                           |
| 2016—2031 | «Мировой океан» (концепция) | Министерство экономического развития                                                                                               | проект (распоряжение Правительства РФ от 22.06.2015 №1143-р утверждена концепция ФЦП)                      |
| 2017—2025 | «Развитие космодромов на период 2017—2025 годов в обеспечение космической деятельности Российской Федерации»                                                                                        | Государственная корпорация по космической деятельности «Роскосмос»                                                                 | постановление Правительства РФ от 19.09.2017 №1124 (с изменениями от 22.12.2018)                           |
| 2018—2026 | «Развитие уголовно-исполнительной системы (2018—2026 годы)» | Федеральная служба исполнения наказаний                                                                                            | постановление Правительства РФ от 06.04.2018 №420 (с изменениями от 02.12.2020)                            |
| 2019—2024 | «Увековечение памяти погибших при защите Отечества на 2019—2024 годы» | Министерство обороны | постановление Правительства РФ от 09.08.2019 №1036 (с изменениями от 23.09.2020)                           |

## Критика
В 2006 году Министерство экономического развития Российской Федерации заявило о провале шести федеральных целевых программ и предложило правительству их закрыть. Это были, в частности, программы по утилизации вооружений и военной техники, по сокращению различий в социально-экономическом положении регионов.
Кандидат биологических наук, доктор философии по зоологии Принстонского университета, заведующий сектором молекулярной биологии ИППИ РАН, ведущий научный сотрудник факультета биоинженерии и биоинформатики МГУ имени М. В. Ломоносова, доцент кафедры технологий моделирования сложных систем факультета компьютерных наук НИУ ВШЭ Г. А. Базыкин в газете «Троицкий вариант — Наука» отметил, что.
при поддержке Федеральной целевой программы „Культура России (2012—2018 годы)“, куратором которой является Федеральное агентство по печати и массовым коммуникациям (Роспечать)» по разделу «научная и научно-техническая литература», издательство URSS выпустило книгу П. Ф. Кононкова «Два мира — две идеологии. О положении в биологических и сельскохозяйственных науках в России в советский и постсоветский период.
Книга содержит развернутую апологетику деятельности Т. Д. Лысенко и его последователей, а также запоздалую атаку на советских генетиков 1930—1940-х годов», поскольку «написана в подзабытых выражениях, которые бы вполне могли украсить статью „Правды“ того времени, хотя учитывает и современные веяния — в аннотации сталинский термин „групповщина“ соседствует со вполне актуальными „национал-предателями и агентами глобалистских структур“Георгий Базыкин